# Ponte da Arrábida
A Ponte da Arrábida é uma ponte em arco sobre o Rio Douro que liga o Porto (pela zona da Arrábida) a Vila Nova de Gaia (pelo nó do Candal), em Portugal.
Desde a década de 1930 que era necessário criar ligações alternativas às antigas pontes (pontes D. Maria Pia e D. Luís) de modo a responder ao crescente fluxo da circulação viária.
No tempo da sua construção em 1963, a ponte tinha o maior arco em betão armado de qualquer ponte no mundo.
O comprimento total da plataforma é de 614,6m, tendo uma largura de 26,5m. O seu vão de 270 m, e 52 m de flecha, arco esse constituído por duas costelas ocas paralelas, de 8m de largura ligadas entre si por contraventamento longitudinal e transversal. Tinha duas faixas de rodagem e duas faixas laterais para peões e ciclistas. Na década de 90 foi alterado o número de faixas rodoviárias.
O engenheiro responsável pelo seu projecto foi Edgar António de Mesquita Cardoso que teve a colaboração do arquiteto Inácio Peres Fernandes e dos engenheiros José Francisco de Azevedo e Silva, responsável pelo estudo da iluminação e José do Canto Moniz, responsável pelo estudo do pavimento da faixa de rodagem. A construção foi delegada ao engenheiro José Pereira Zagallo.

## História

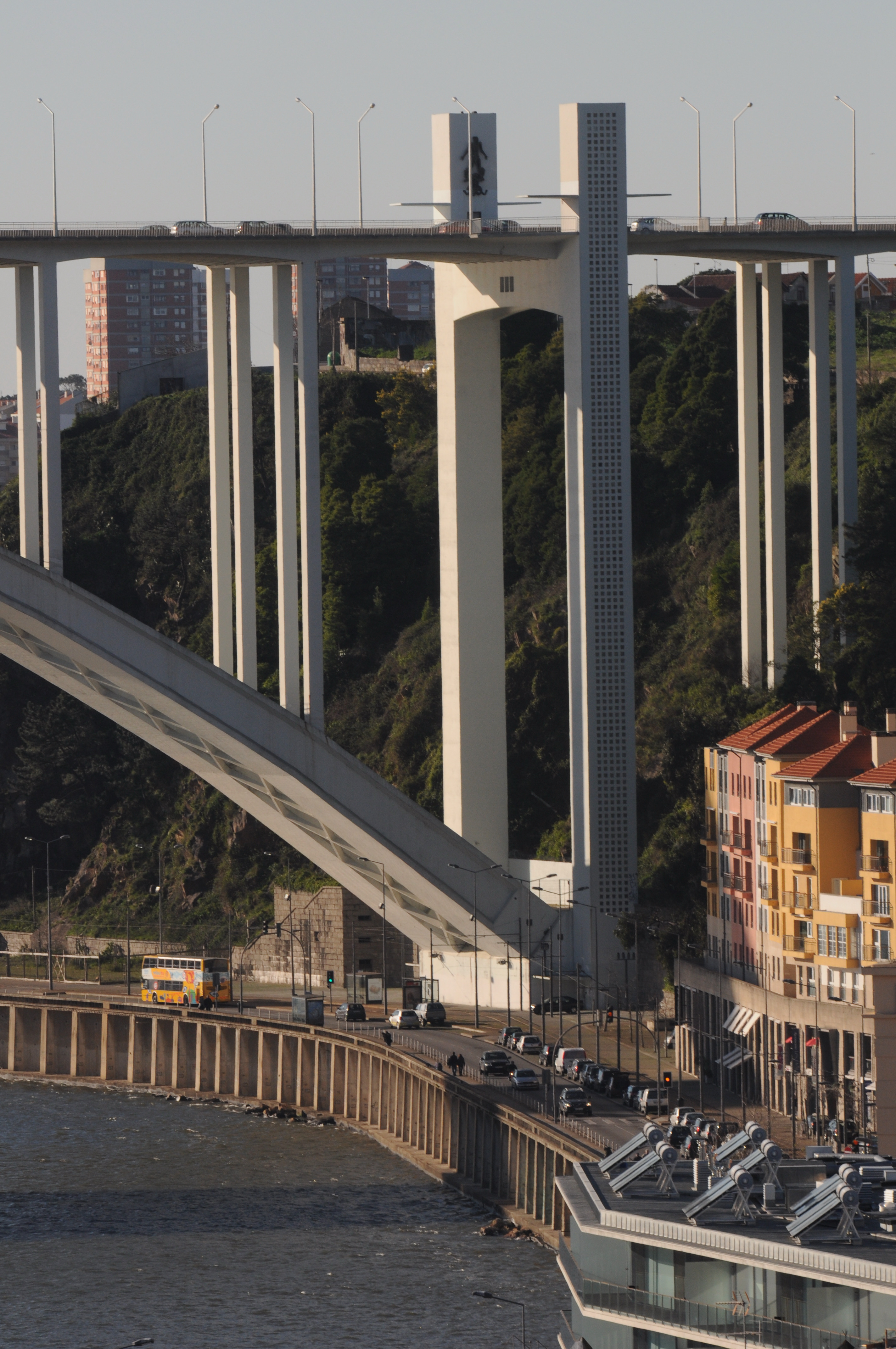
Ponte da Arrábida

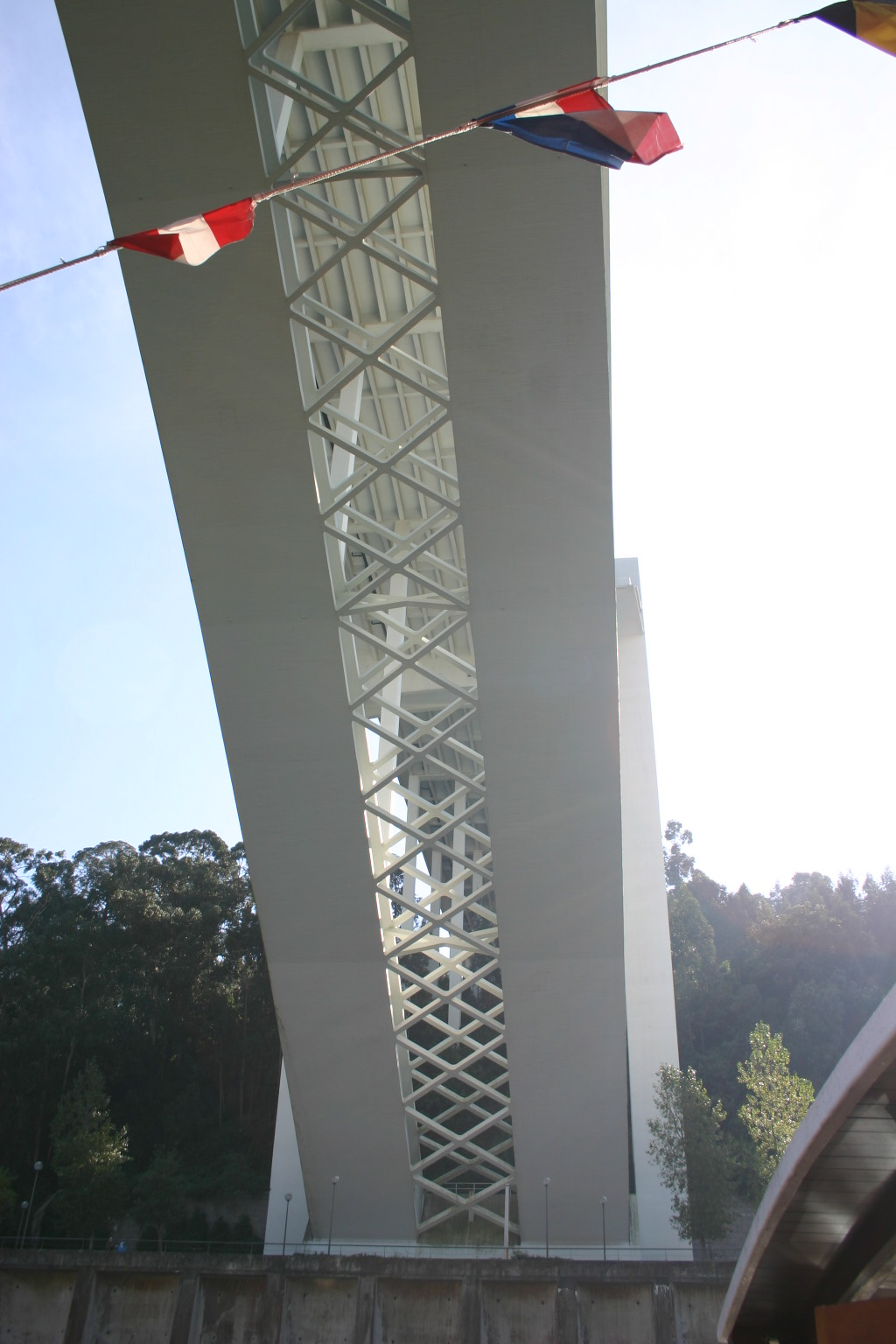
Pormenor do arco da Ponte da Arrábida

A Ponte da Arrábida foi a segunda ponte entre o Porto e V. N. Gaia a ser construída para a circulação rodoviária, sendo uma das seis pontes ainda existentes na cidade do Porto, sendo estas por ordem de construção a Ponte de D. Maria Pia, a Ponte Luiz I, a própria Ponte da Arrábida, a Ponte de São João, a Ponte do Freixo e a Ponte do Infante.

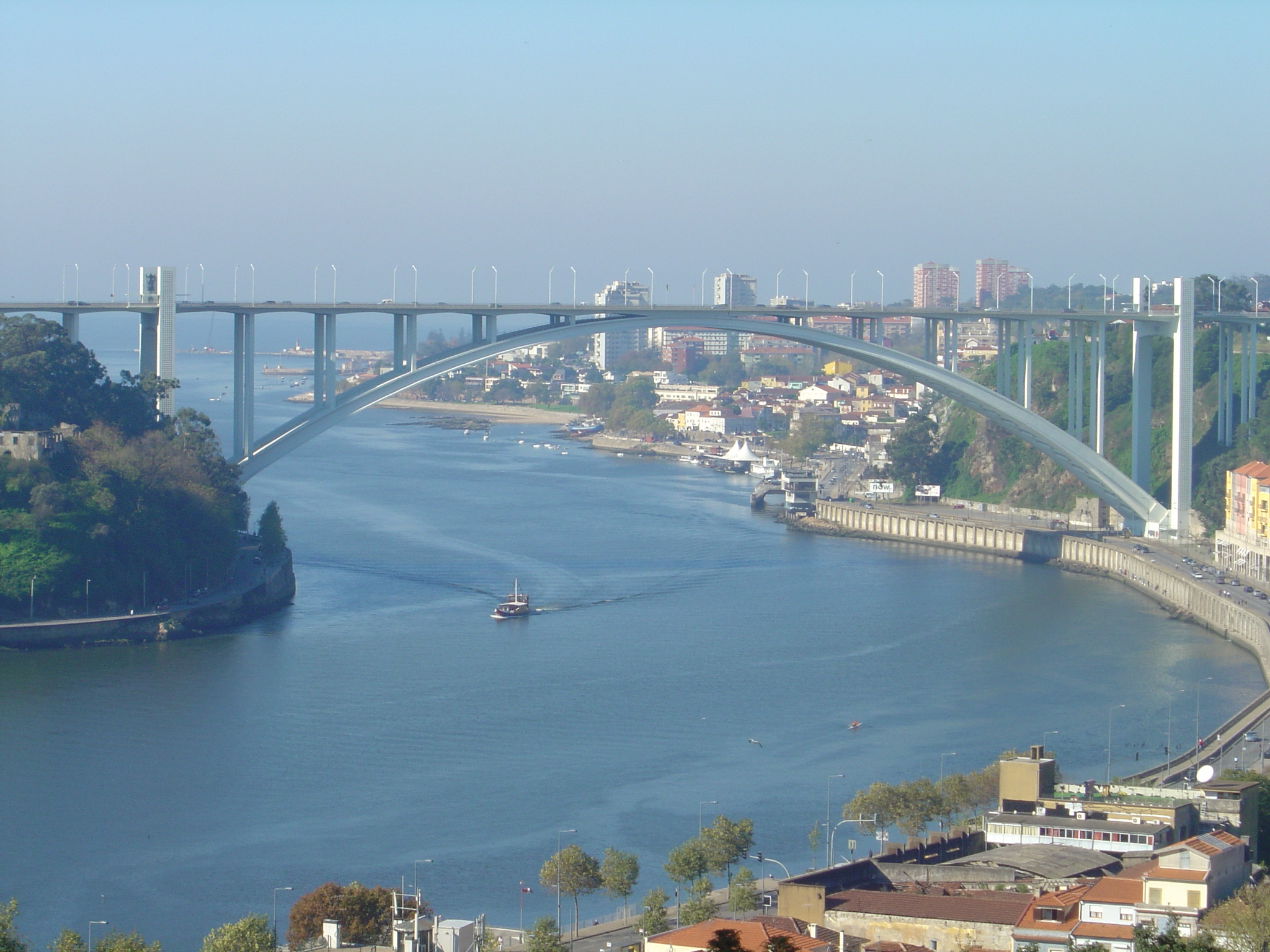
Vista dos Jardins do Palácio de Cristal

Por volta da década de quarenta constatou-se que a circulação na Ponte D. Luís, entre o Porto e Vila Nova de Gaia, se fazia com muita dificuldade, motivado sobretudo pela expansão demográfica do distrito do Porto e do Concelho de Vila Nova de Gaia, e reconheceu-se a necessidade de uma travessia alternativa. Em março de 1952, a Junta Autónoma das Estradas (J.A.E.), adjudicou a elaboração dos anteprojectos a um Engenheiro de Pontes de renome mundial - o Professor Edgar Cardoso. O projeto viria a ser aprovado em 1955.
A obra foi adjudicada à empresa "Eng.º José Pereira Zagalo", sediada em Aveiro, que montou um escritório exclusivo para a obra na beira rio (hoje um restaurante). A empresa veio a falir em princípios da década de 80 do século XX. 
Com um custo de cerca de 240 mil contos, cerca de 1.200.000€, em março de 1957, foram iniciadas as obras. Na sua construção foram gastos 20 mil toneladas de cimento, 58.700 m³ de betão armado, 2.250 toneladas de aço nos varões e 2.200 toneladas de aço laminado, no cimbre utilizado.
A 22 de Junho de 1963, é finalmente inaugurada a Ponte da Arrábida, no mandato de Nuno Pinheiro Torres, dispondo de quatro elevadores para que os peões pudessem vencer a distância de setenta metros do rio ao tabuleiro, facilitando, em muito, a travessia pedonal.

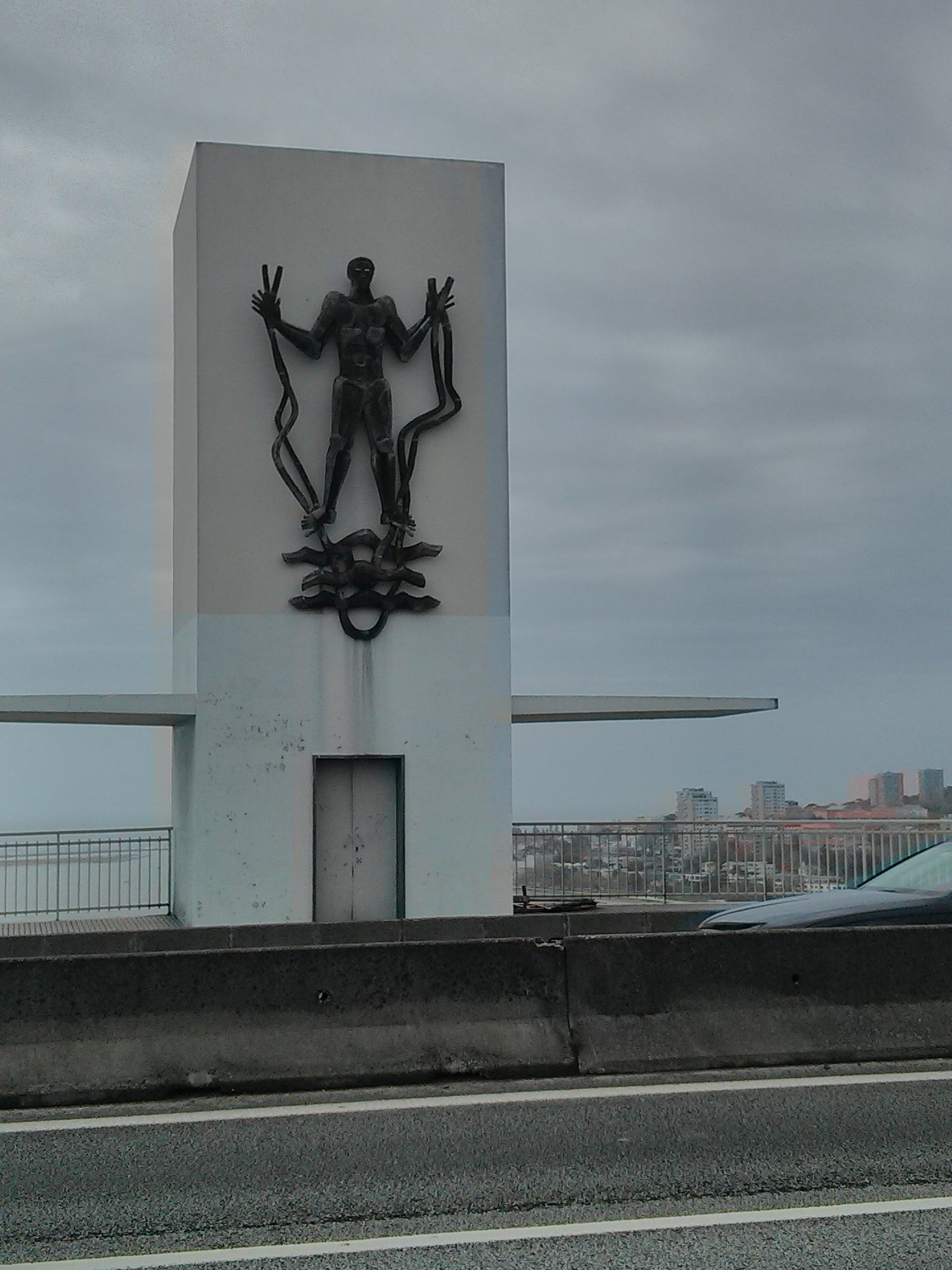
"O Homem dominando as águas do Rio Douro", estátua de Gustavo Bastos, na torre de elevador da margem sul da Ponte da Arrábida

Nas torres dos elevadores, parte integrante da estrutura daquela obra de arte, podem observar-se quatro esculturas ornamentais com cinco metros de altura, fundidas em bronze. Duas do lado do Porto, do escultor Barata Feyo conjuntamente com o escultor Gustavo Bastos, simbolizando "O Génio Acolhedor da Cidade do Porto" e "O Génio da Faina Fluvial e do Aproveitamento Hidroeléctrico"; e duas do lado de Gaia, do escultor Gustavo Bastos, representando "O Domínio das Águas pelo Homem" e "O Homem na sua Possibilidade de Transpor os Cursos de Água".
Já em relação ao tabuleiro era composto por duas vias de trânsito com 8 m cada, separadas por uma via sobrelevada de 2 m de largura, duas pistas para ciclistas com 1,70 m cada, dois passeios sobrelevados de 1,50 m de largura.
Em meados dos anos 90, os elevadores deixaram de funcionar,
Em 23 de maio de 2013, foi classificada como monumento nacional.

## Atualidade
Em 2011 passaram pela ponte, em média, 136 mil carros por dia.